# 多恩汉
多恩汉（德語：Dornhan，發音：[ˈdɔʁnhaːn] ⓘ）是德国巴登-符腾堡州弗赖堡行政区罗特韦尔县的城市，面积44.91平方千米，2023年12月31日人口为6,219人。